# 2003
2003 (MMIII) var ett normalår som började en onsdag i den gregorianska kalendern.

## Händelser

### Januari
- Januari – Primärutbildning i samhällsägda skolor blir gratis i Kenya.
- 1 januari
  - Knivsta bryter sig ur Uppsala kommun och blir Sveriges 290:e kommun.
  - Telia byter namn till Telia Sonera AB.
  - Luíz Inácio Lula Da Silva blir president i Brasilien.
  - Pascal Couchepin blir president i Schweiz.
- 2 januari – Stockholms biskop Caroline Krook döms till 16 000 kronor i böter för att hon vägrat lämna ut brev som enligt hovrätten är offentlig handling.
- 7 januari – Företaget Roslagståg börjar köra trafiken på Roslagsbanan.
- 13 januari – Göteborgskommitténs rapport om EU-kravallerna 2001 ligger klar. Polisen kritiseras hårt.
- 16 januari – Rymdfärjan Columbia påbörjar sitt sista uppdrag.
- 19 januari – Sveriges Anja Pärson vinner sin första världscupseger i storslalom.
- 20 januari – Klädinsamlingsorganisationen UFF lämnar in konkursansökan.
- 21 januari – Före detta hemvårdaren Joy Rahman tilldöms 8,2 miljoner kronor i skadestånd, det högsta någonsin i Sverige, för att oskyldig ha suttit 8 år i fängelse för mord.
- 26 januari – Gudrun Schyman avgår som partiledare för Vänsterpartiet, sedan hennes skattefiffel avslöjats.
- 28 januari – Folkhälsoinstitutet vill ha rökförbud i alla restauranger, barer och kaféer i Sverige.

### Februari

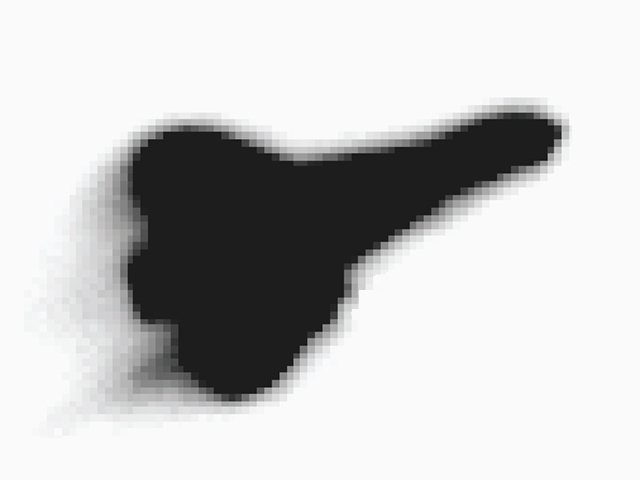
Rymdfärjan Columbia exploderar över Texas och de sju rymdfararna ombord omkommer.

- 1 februari – Rymdfärjan Columbia exploderar över Texas och de sju rymdfararna ombord omkommer.

Förbundsrepubliken Jugoslavien brakar samman.

- 4 februari – Jugoslavien upplöses som stat och ersätts av en union kallad Serbien och Montenegro[1].
- 5 februari
  - Marknadsdomstolen slår fast, att det svenska förbudet mot alkoholreklam strider mot EU:s regler.
  - USA:s utrikesminister Colin Powell talar i FN:s säkerhetsråd och lägger fram USA:s bevisföring mot Irak.
- 11 februari – Enligt en rapport från Socialstyrelsen har de fattigaste grupperna i Sverige – invandrare, ensamstående föräldrar och ungdomar – det sämre i dag än 1990.
- 15 februari
  - Miljoner människor demonstrerar världen över mot USA:s och Storbritanniens planerade krig mot Irak. Aftonbladet anger 5-10 miljoner; Indymedia anger 12 miljoner. I Sverige demonstrerar cirka 120 000 människor på ett 40-tal platser runt om i landet.
  - 36 skridskoåkare hamnar på ett isflak och får räddas av sjöräddningen vid Askö.
- 18 februari – En man tänder eld på en tunnelbanevagn i Daegu, Sydkorea, med hundratals döda som resultat.
- 19 februari – Ett flygplan med 302 elitsoldater ombord havererar i Iran under en snöstorm; samtliga ombord omkommer.
- 20 februari – En nattklubb brinner ner i West Warwick, Rhode Island, USA. 100 personer omkommer och 230 skadas vilket gör det till en av de värsta nattklubbsbränderna i USA:s historia.
- 24 februari – Den nya svenska TV-kanalen SVT24 har premiär.
- 27 februari – Då ABB redovisar en rekordförlust på 6,6 miljarder för 2002 tänker man dra in 1 000 jobb i Sverige, varav 600 i Västerås.

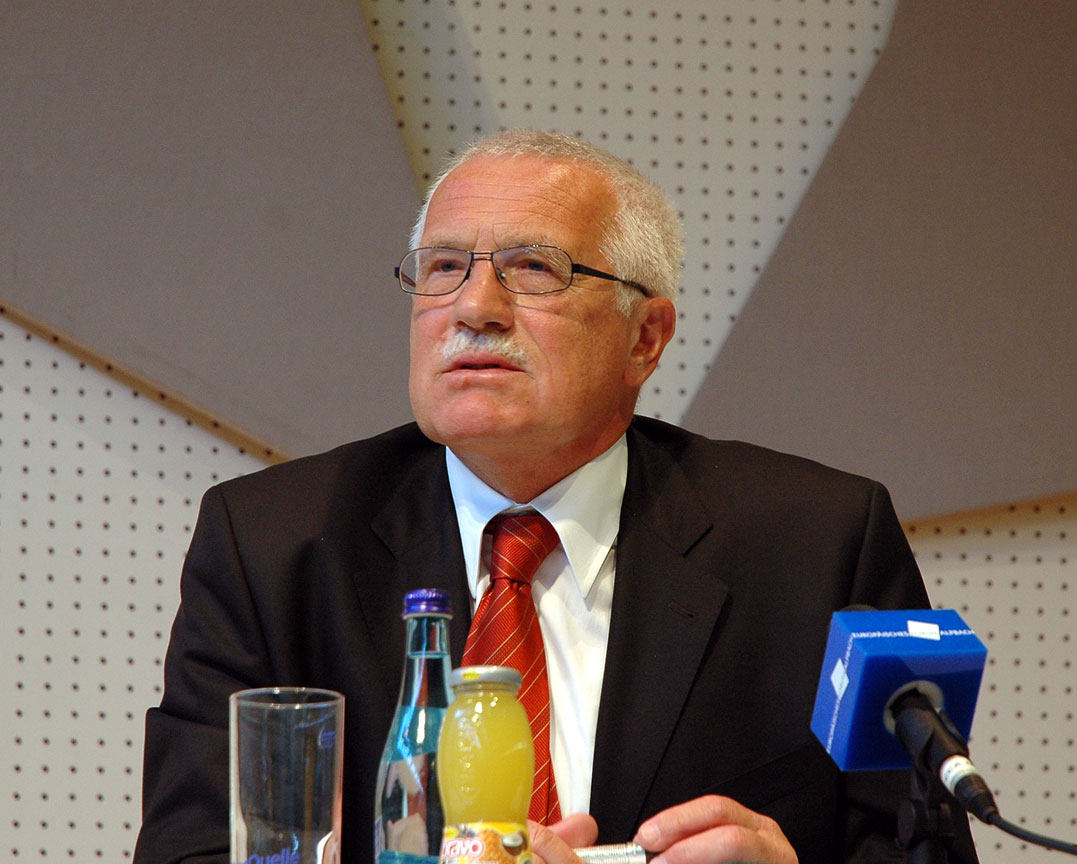
Václav Klaus blir Tjeckiens president.

- 28 februari – Václav Klaus blir Tjeckiens president.

### Mars

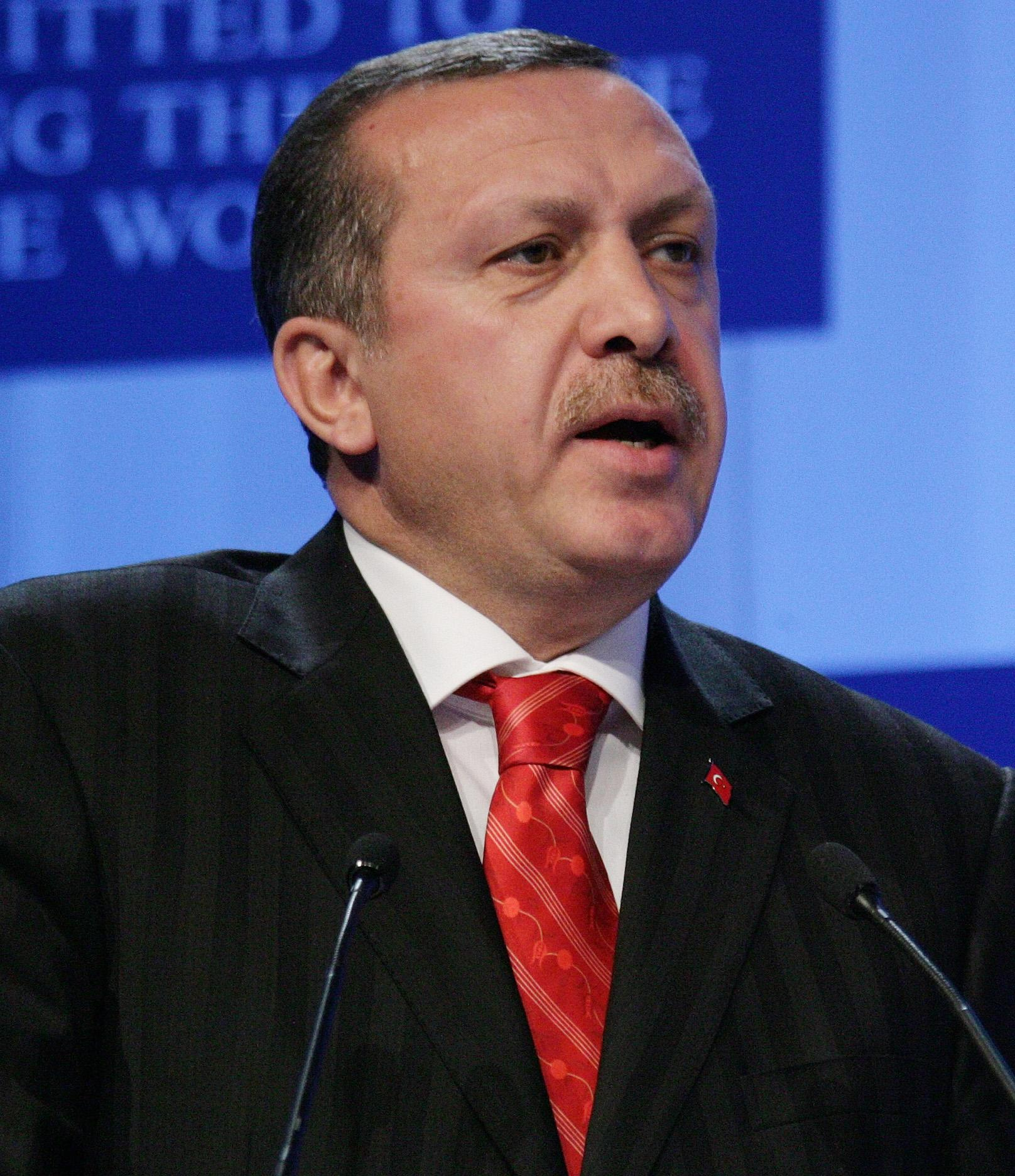
Recep Tayyip Erdoğan blir Turkiets premiärminister.

- 1 mars – I Sverige bildas "Myndigheten för skolutveckling".
- 6 mars – Enligt en rapport från Saco kommer det att ta 60 år innan löneskillnaderna mellan könen i Sverige helt har försvunnit, om utjämningen fortsätter i nuvarande takt.
- 7 mars – En merkuriuspassage äger rum.
- 9 mars – Den svenska TV-kanalen TV4 Plus har premiär.
- 12 mars – Enligt en rapport från Folkhälsoinstitutet är alkohol och övervikt de nya hoten mot svenskarnas hälsa, medan cancerrisken minskar.
  - Femtonåriga Elizabeth Smart hittas vid liv i Sandy, Utah i USA efter att ha varit försvunnen i nio månader.
  - Serbien och Montenegros premiärminister Zoran Đinđić blir mördad.
- 14 mars
  - Vid Folkhälsoinstitutets kontroll är 30 av 36 svenska sjukhus överbelagda.
  - Recep Tayyip Erdoğan blir Turkiets premiärminister.
- 18 mars – I ett tal till nationen lägger George W. Bush fram ett ultimatum till Saddam Hussein: Om han inte lämnar Irak inom två dygn, anfalls Irak av amerikansk-brittiska alliansen.

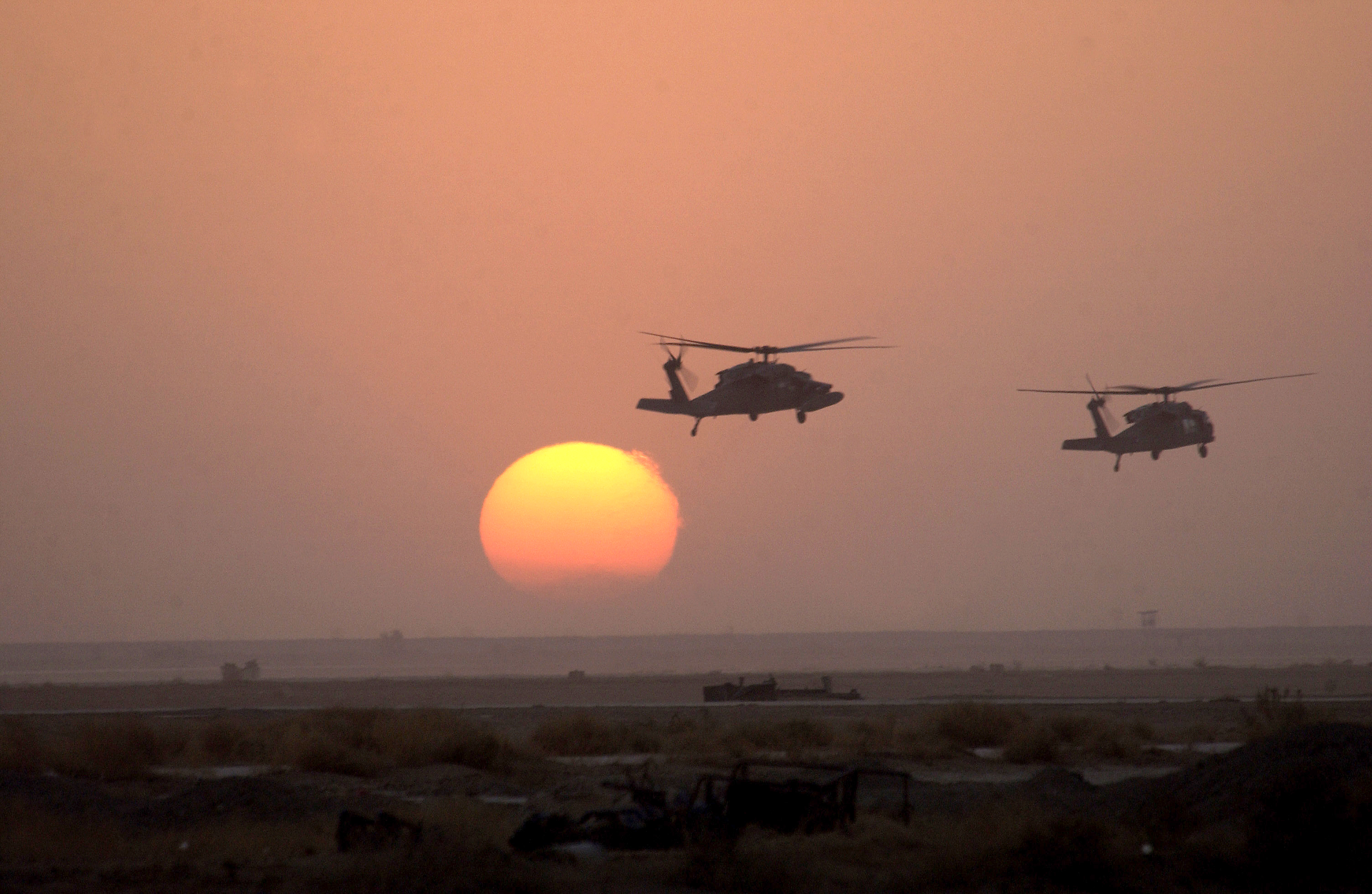
Irakkriget.

- 20 mars – Amerikanska[2] och brittiska styrkor påbörjar en offensiv mot Irak, och därmed inleds Irakkriget.
- 23 mars – Den 75:e oscarsgalan hålls i Kodak Theatre i Kalifornien, USA
- 29 mars – Födseln av ett svart hål, GRB 030329, 2 miljarder ljusår bort, observeras.

### April
- 1 april
  - Yukonterritoriet i Kanada ändrar namn till "Yukon".[3]
  - Bo Lundgren meddelar, att han tänker avgå som moderatledare vid partistämman senare under året, med anledning av det dåliga valresultatet.
- 7 april –  Under det pågående Irakkriget intar brittiska styrkor staden Basra, medan amerikanerna intar den irakiska huvudstaden Bagdads flygplats. När hela Bagdad faller i invasionsstyrkans händer två dagar senare faller även Saddam Husseins regim och därmed är invasionen av Irak i praktiken över (även om den officiellt förklaras avslutad först 1 maj).
- 9 april – Bagdad faller i de allierades händer, efter att det irakiska försvaret har kollapsat. Iraks diktator Saddam Hussein störtas av amerikanska styrkor.
- 17 april – Finland får sin första kvinnliga statsminister, centerpartisten Anneli Jäätteenmäki
- 21 april – Sextonåriga Amanda Berry försvinner spårlöst på väg hem från sitt extrajobb på Burger King i Cleveland USA. Hon hittas tio år senare vid liv.
- 23 april–28 maj – En arbetskonflikt i Sverige mellan Kommunalarbetareförbundet och Kommunförbundet drabbar skolorna i Sverige hårt.
- 26 april – Stora delar av moskékomplexet Islamic Center i Malmö brinner ner. Det konstateras senare, att branden är anlagd.

### Maj

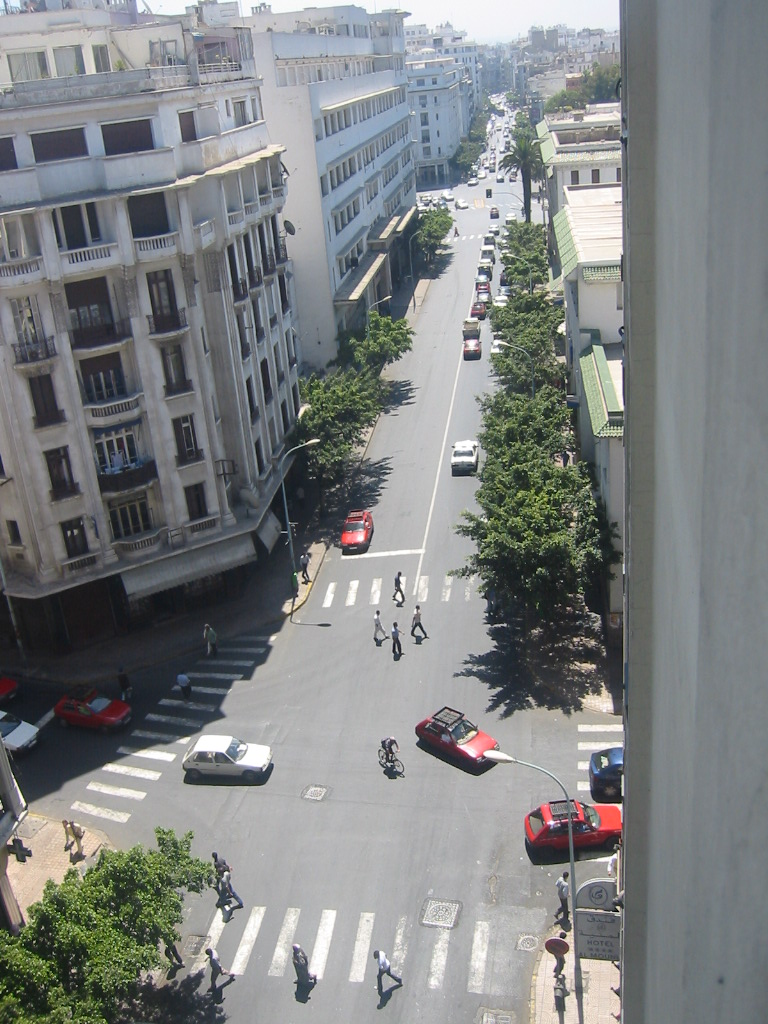
Bombdåden i Casablanca.

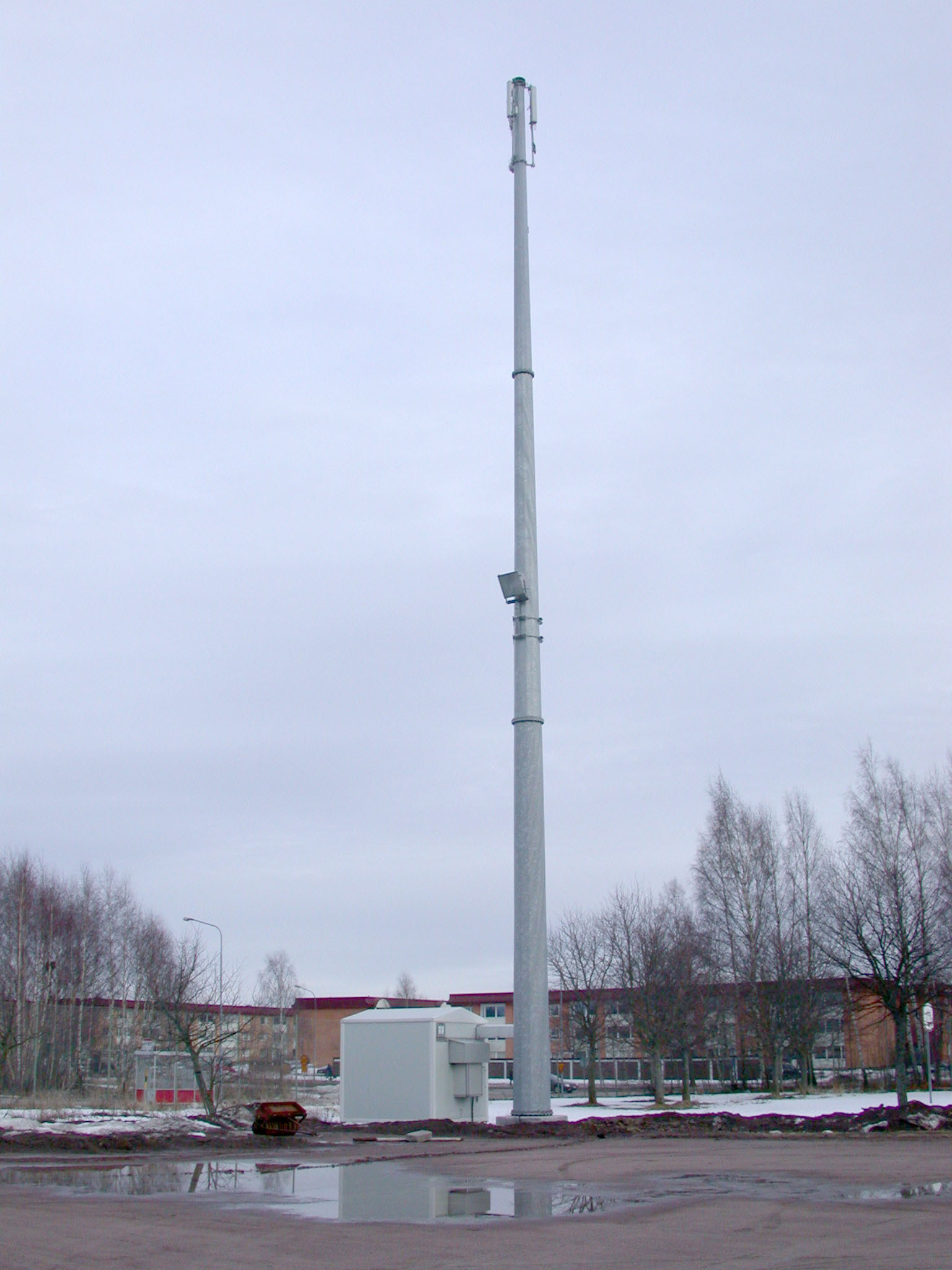
Mobiloperatören Tre lanserar sin 3G-verksamhet i Sverige.

- 1 maj – Jordbävningen i Bingöl 2003
- 5 maj
  - Mobiloperatören Tre lanserar sin 3G-verksamhet i Sverige.
- 8 maj
  - Tre tidigare anställda på Ericsson åtalas för spioneri mot företaget för Rysslands räkning.
  - SL:s vd Gunnar Schön avgår efter avslöjandet, att han bland annat har tagit med sin fru på en tjänsteresa på SL:s bekostnad.
- 13 maj – Flera tusen av Svenska elektrikerförbundets medlemmar går ut i strejk, som en sympatiåtgärd för de strejkande svenska kommunalarbetarna.
- 16 maj – Bombdåden i Casablanca 2003.
- 18 maj – Minst 300 personer dödas och över 100 000 blir hemlösa vid översvämningar i Sri Lanka[4].
- 19 maj – En man attackerar oprovocerad flera människor vid Åkeshovs T-banestation. En äldre man dör av skadorna. Det framkommer senare, att mannen är psykiskt sjuk.
- 21 maj
  - Över 1 00 personer dödas och 6 800 skadas vid en jordbävning i Algeriet[4].
  - Carl-Erik Möller utses till VD för Hemköp.
- 24 maj – Eurovisionsschlagerfestivalen hålls i Riga. Sertab Erener från Turkiet vinner.
- 31 maj
  - Tidigt på morgonen infaller en solförmörkelse, synlig i stora delar av Sverige.
  - En psykiskt sjuk man kör på gående med sin bil på Västerlånggatan i Gamla stan i Stockholm. Två dödas och femton skadas.

### Juni
- 2 juni – Råolja från den förlista Fu Shan Hai driver in på svenskt vatten och förorenar den flera kilomter långa sandstranden vid Mälarhusen på Österlen.
- 6 juni – Ostindiefararen Götheborg sjösätts i Göteborg.
- 8 juni – USA skickar soldater till inbördeskrigets Liberia för att kunna evakuera amerikaner vid behov[2].
- 10 juni – Det svenska signalspaningsplanet av typ Douglas DC-3 som sköts ner av sovjetiskt jaktflyg över internationellt vatten den 13 juni 1952, vilket blev inledningen till den så kallade Catalinaaffären, återfinns på Östersjöns botten, nordost om Gotland.
- 15 juni
  - I Indien och Bangladesh driver översvämningar över 106 000 personer från sina hem[4].
  - Den statliga svenska adoptionsutredningen föreslår en övre åldersgräns för svenska adoptivföräldrar på 42 år.
- 18 juni – Finlands statsminister Anneli Jäätteenmäki tvingas avgå efter att hon upplevs ha ljugit för Finlands riksdag om hemligstämplade dokument rörande Irakkriget.
- 20 juni – Jordbävningen i Coquimbo 2003

### Juli
- 1 juli – Den svenska adelns privilegier upphör helt.
- 2 juli – Skottdramat i Coburg 2003
- 11 juli – Enligt en rapport från Vägverket har 234 svenskar omkommit i trafiken under de senaste tolv månaderna, vilket är den lägsta siffran sedan 1950.
- 22 juli – Provborrningarna i Hallandsåsen stoppas sedan ett cementläckage har orsakat omfattande fiskdöd i Lyabäcken utanför Båstad.
- 25 juli – Den svenska lagen om elektronisk kommunikation träder i kraft.
- Juli–augusti – Europa upplever en ovanligt het sommar med kulmen i början av augusti.

### Augusti

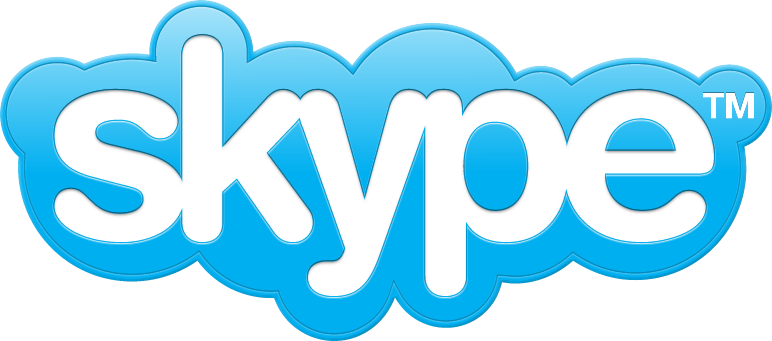
Skype grundas.

- 2 augusti – TT avslöjar att vapenforskare vid Totalförsvarets forskningsinstitut (FOI) har gjort en hemlig resa till Irak, utan att informera Sveriges regering.
- 11 augusti – USA skickar soldater till Liberias territorialvatten för att bistå FN och västafrikanska stater med humanitär evakuering av amerikaner vid behov[2].
- 12 augusti – Portugisiska fotbollsspelaren Cristiano Ronaldo går till engelska Manchester United FC för 12,24 miljoner brittiska pund från portugisiska Sporting Lissabon.
- 14 augusti – Ett av historiens största strömavbrott i nordöstra USA och delar av Kanada inträffar och gör cirka 50 miljoner människor strömlösa under ett dygn eller mer.
- 19 augusti
  - Den svenska tullen beslagtar närmare 700 000 ampuller och tabletter med anabola steroider i Stockholm.
  - Ett kondis i Sjöbo, som har kallat ett bakverk för negerboll och anmälts till DO, får stöd av de flesta som ringer till ombudsmannen.
- 19 augusti – Attentat mot FN-högkvarteret i Bagdad, varvid 24 personer dör.
- 27 augusti – Planeterna Mars och Jorden ligger rekordnära varandra (55,76 miljoner km). Det är 60 000 år sedan Mars hade en sådan skenbar storlek och ljusstyrka.
- 29 augusti
  - Fyra personer, varav två anställda på Gotlandsbolaget, åtalas för delaktighet i mutbrott på över 20 miljoner kronor.
  - IP-telefoni-företaget Skype grundas.

### September
- 1 september
  - Trollhättans kommun börjar kallas för Trollhättans stad.
  - Finansmannen Johan Björkman lämnar på den svenska regeringens uppmaning ordförandeskapet för Tredje AP-fonden efter misstanke om insider- och skattebrott.
- 5 september – Enligt Sveriges högsta domstol skall nu ett innehav på 1 000 tabletter Rohypnol betraktas som grovt narkotikabrott i Sverige, mot tidigare 20 000.
- 10 september – Sveriges utrikesminister Anna Lindh blir svårt knivskuren i buken av en okänd gärningsman på NK i Stockholms innerstad klockan 16.14. Hon förs till Karolinska sjukhuset där hon opereras under eftermiddagen, kvällen och hela natten.

- 11 september

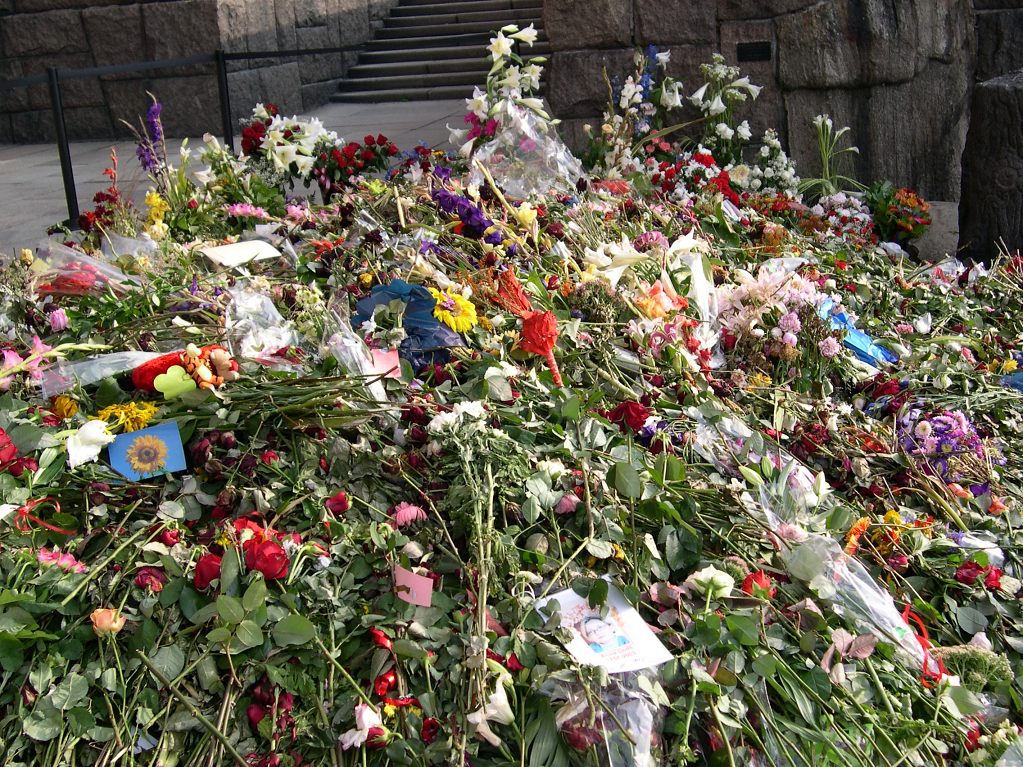
Blommor till Anna Lindh.

  - Anna Lindh avlider klockan 5.29 av de skador hon fick vid knivöverfallet dagen före.
  - Jan O. Karlsson blir tillförordnad svensk utrikesminister.
  - En psyksjuk man dödar den femåriga flickan Sabina Eriksson på ett dagis i Arvika.

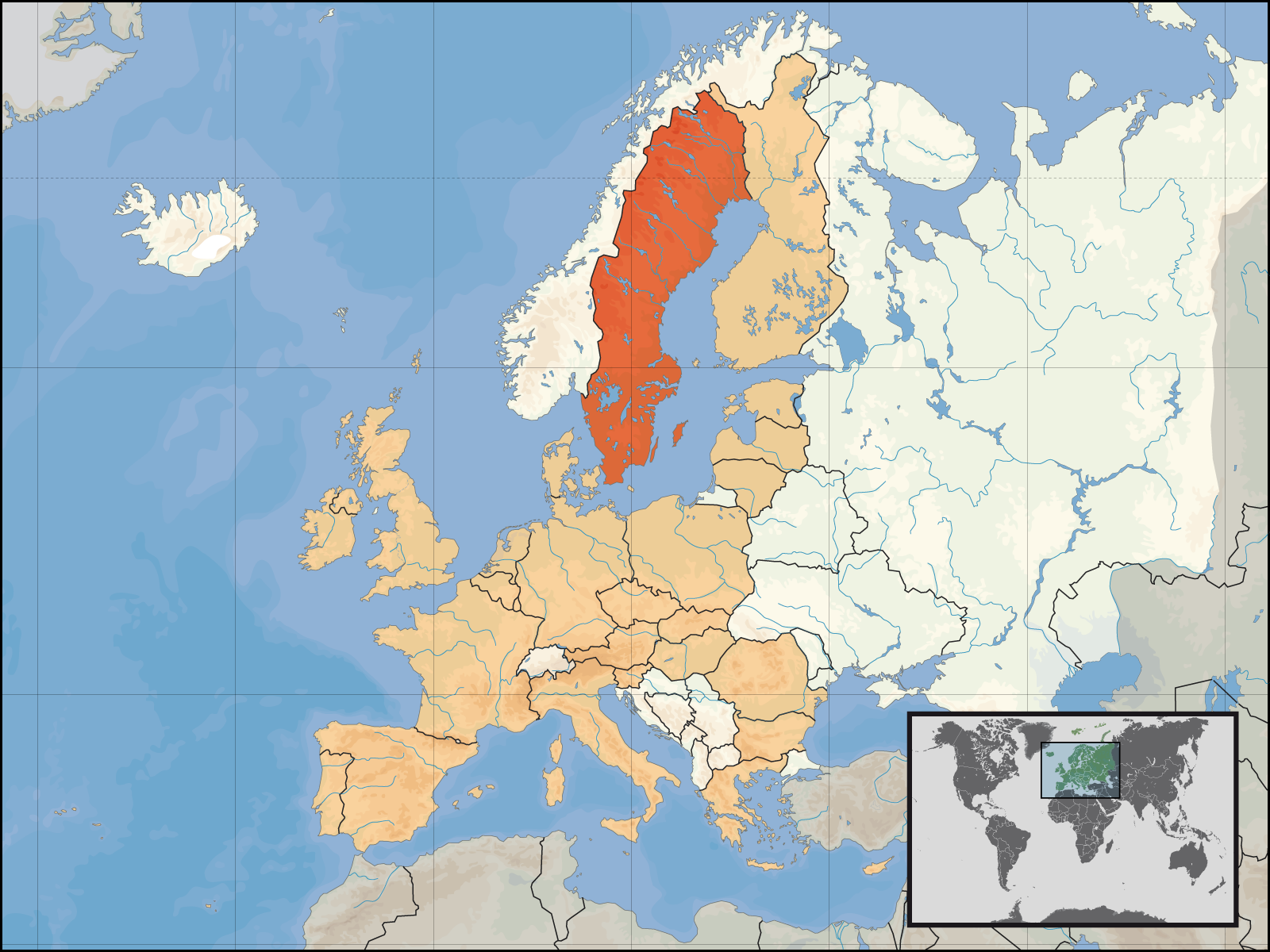
Sverige röstar nej till EMU

- 14 september – Folkomröstning hålls angående svenskt medlemskap i EMU. Valdeltagandet blir 80,9% och Nej-sidan vinner med 56,1% mot Ja-sidans 41,8%. Sverige kommer tills vidare således inte omfattas av EMU:s tredje steg.
- 18–19 september – En orkan i USA dödar över 25 personer och 200 000 personer evakueras, skador till motsvarande 16 miljarder SEK beräknas[4].
- 20 september – Kampanjen Bilfri stad anordnas i 1 800 städer världen över.
- 23 september – Ett strömavbrott i Svenska Kraftnäts stamnät gör att uppemot två miljoner människor i Sverige söder om linjen Norrköping och Varberg inklusive Öland och Gotland strömlösa. Strömavbrottet drabbar också Själland, Lolland och Bornholm i Danmark. Även teletrafiken påverkas.

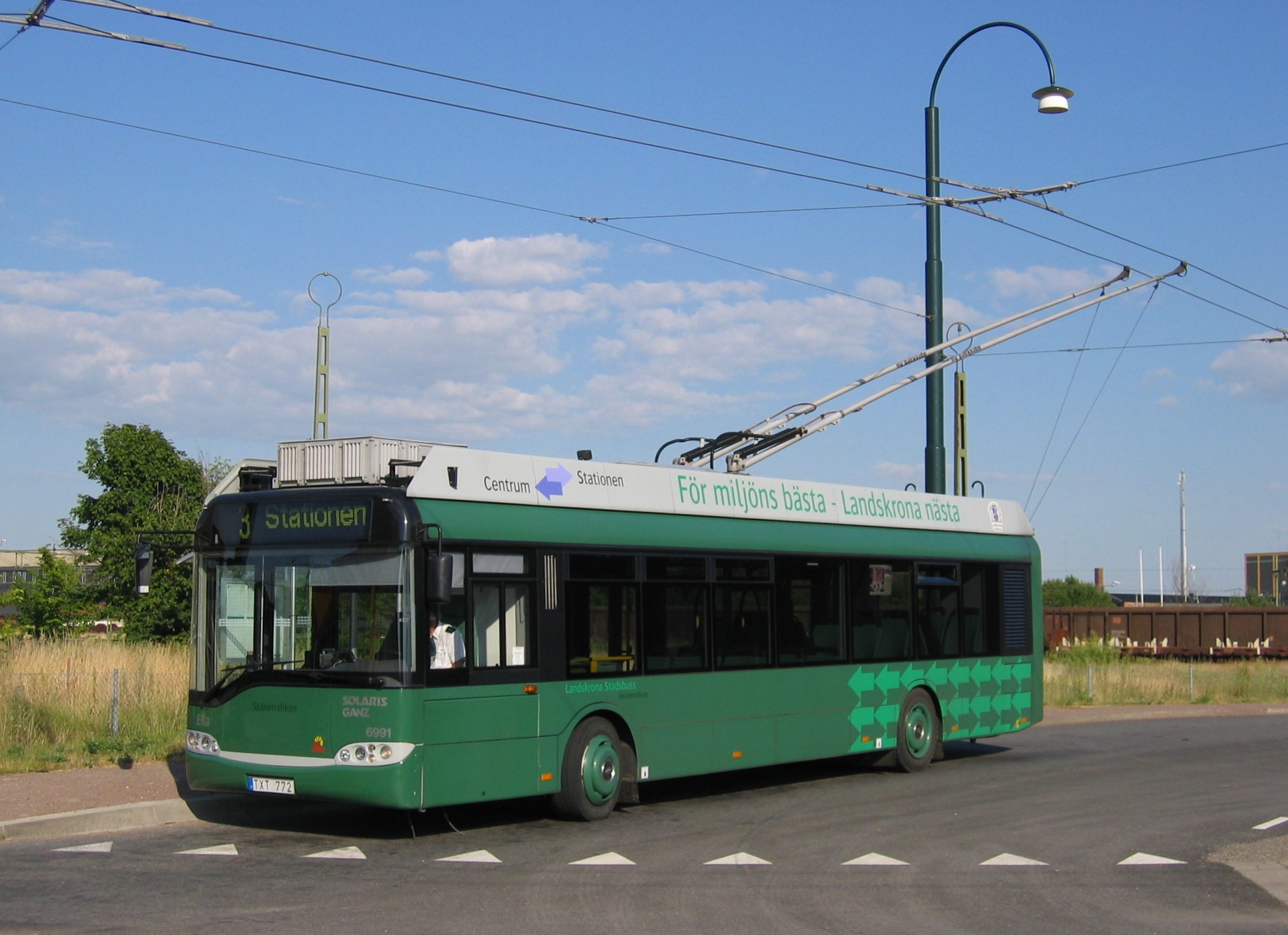
Landskronas trådbusslinje

- 27 september – Landskronas trådbusslinje invigs.[5]
- 30 september
  - Air France och KLM meddelar att de ska gå samman och bilda Europas ledande flygbolag.
  - Bandet The Network startas.
- I september börjar Axfood sälja "etniska produkter" i sina butiker.

### Oktober

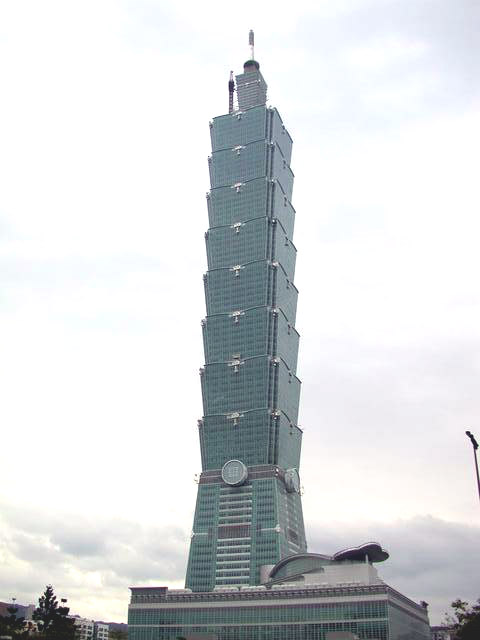
Skyskrapan "Taipei 101" i Taipei når officiellt höjden 508 meter och är därmed världens högsta byggnad.

- Oktober – Landsbygdsutvecklingsprojektet Baltic Balance inleds.
- 1 oktober
  - Förbud mot ordet "light" på cigarettpaket införs i Sverige.
  - Den danska alkoholskatten sänks med 45 procent.
- 3 oktober – Statsminister Göran Persson presenterar nyordningen i Sveriges regering, som träder i kraft den 10 oktober. Laila Freivalds blir ny utrikesminister. Jan O. Karlsson lämnar regeringen och ersätts av två ministrar (Barbro Holmberg, migrationsminister och Carin Jämtin, biståndsminister).
- 5 oktober – RUT-avdrag föreslås i en motion i Sveriges riksdag[6].
- 7 oktober – Arnold Schwarzenegger vinner guvernörsvalet i Kalifornien, USA.
- 9 oktober – Anders Milton, läkare och ordförande i Röda Korset, får i uppdrag att utreda den svenska psykiatrivården.
- 10 oktober – Den nya svenska regeringen träder i kraft.
- 12 oktober – Enligt en rapport röker 16% av männen och 19% av kvinnorna dagligen i Sverige, som därmed är först i världen att nå WHO:s mål om mindre än 20% rökare.
- 15 oktober – Kina sänder för första gången upp en människa i rymden. Taikonauten Yang Liwei åker 14 varv runt jorden i rymdskeppet Shenzhou 5.
- 17 oktober – Skyskrapan "Taipei 101" i Taipei når officiellt höjden 508 meter och är därmed världens högsta byggnad.
- 19 oktober – Påven Johannes Paulus II saligförklarar "Rännstenens helgon", Moder Teresa från Calcutta, inför uppskattningsvis 250 000 pilgrimer från hela världen.
- 20 oktober – En man utan flytväst eller annat flytetyg störtar ned i Niagarafallen i Kanada och blir den förste som överlever ett sådant fall. Mannen kommer dock att få böta 10 000 dollar.
- 24 oktober – Concorde slutar flyga i kommersiell reguljär trafik.
- 25 oktober – Fredrik Reinfeldt efterträder Bo Lundgren som partiledare för Moderaterna.
- 30 oktober – För första gången på tre år redovisar Ericsson vinst, vilket VD:n kallar "en milstolpe".

### November
- 5 november – Theodor Paues utses till Årets Lobbyist av tidningen Resumé.
- 9 november – En månförmörkelse inträffar.
- 18 november – Sex av sju besättningsmän omkommer då en av svenska försvarets Super Pumahelikoptrar oförklarligt störtar vid en övning öster om Rörö i Göteborgs skärgård.
- 19 november – USA:s president George W. Bush inleder ett statsbesök i Storbritannien och inbjuds till Buckingham Palace av drottning Elizabeth II. Bush är den förste amerikanske presidenten sedan 1918 som fått den äran.
- 19 november
  - Ho Chi Minh-staden får besök av fregatten USS Vandergrift. Det är det första amerikanska krigsfartyget som besöker Vietnam sedan Vietnamkrigets slut 1975.
  - Lettlands herrlandslag slår ut Turkiet i kvalet till EM 2004 vilket innebär att Lettland för första gången kommer att medverka i ett internationellt mästerskap.
- 23 november – Total solförmörkelse inträffar i Antarktis.
- 25 november – En 40-årig kvinna får 6 nya organ vid en transplantation på Sahlgrenska sjukhuset i Göteborg.

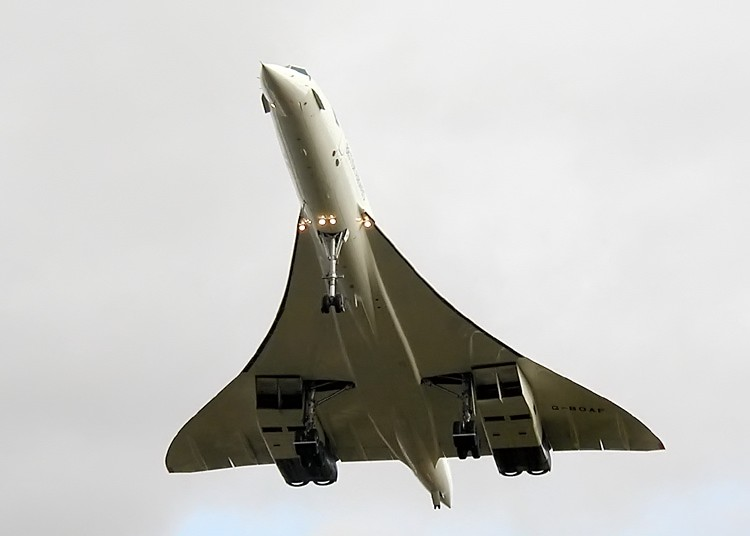
Sista flygningen med Concorde.

- 26 november – Concorde gör sin sista flygning.
- 28 november – För första gången på 6 år har enligt Temo de fyra borgerliga partierna större väljarstöd än den svenska regeringen och dess två stödpartier - 51,4% mot 47,4%.

### December

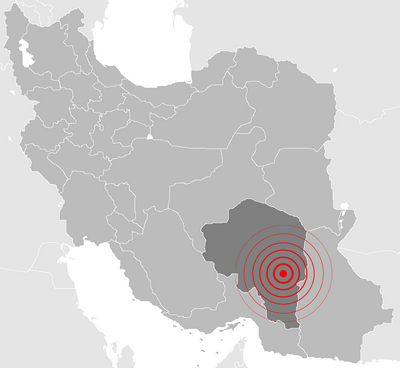
Jordbävningen i Bam.

- 1 december – Advokaten Otto Rydbeck offentliggör en omfattande oberoende utredning över Skandias förehavanden gällande bland annat tvivelaktiga lägenhetsaffärer och enorma pensionsavtal samt bonusar till topptjänstemän under den så kallade Skandiaaffären.
- 6 december – Sveriges statsminister Göran Persson och Systembolagets vd Anitra Steen gifter sig på Harpsund.
- 12 december – Lars Ohly kommer oväntat med beskedet att han kandiderar till posten som partiledare för Vänsterpartiet.
- 14 december – Saddam Hussein grips levande och utan strid av amerikanerna i sin hemstad Tikrit.
- 16 december – Alf Svensson uppger, att han tänker avgå som partiledare för kristdemokraterna kommande vår.
- 17 december
  - Nya Arlanda invigs av Ulrica Messing.
  - Preem köper Norsk Hydros 25-procentiga andel i Preemraff Lysekil och äger därmed hela raffinaderiet.
- 23 december – Ett naturgasfält i Chongqing i centrala Kina drabbas av en stor explosion. Nästan 200 människor omkommer.
- 24 december - För första gången sedan 1978 syns en annan julvärd än Arne Weise i SVT.
- 26 december – En jordbävning ödelägger staden Bam i Iran och över 35 000 personer omkommer och ännu fler skadas[4].
- 31 december – Planeten Saturnus står i opposition och är då skenbart som störst och ljusstarkast under året. Saturnus befinner sig då i Tvillingarnas stjärnbild.

### Okänt datum
- Bolivia antar en lag som säger att hushållsarbetare som bor hos sin arbetsgivare inte får arbeta mer än tio timmar per dag[7].
- Vid en distriktsreform i New York byter ortens skolstyrelse "New York City Board of Education" namn till "New York City Department of Education".
- Lars Heikensten blir chef för Sveriges riksbank

## Födda

### Första kvartalet

#### Januari
- 3 januari – Greta Thunberg, svensk miljöaktivist.
- 4 januari – Jaeden Martell, amerikansk skådespelare.
- 9 januari – Mirabell Lundgren, svensk internetpersonlighet.
- 13 januari – Sara Andersson, svensk skidskytt.
- 20 januari – Jack Doohan, australisk racerförare.

#### Februari
- 4 februari – Edvin Ryding, svensk skådespelare.
- 5 februari – Simon Edvinsson, svensk ishockeyspelare.
- 20 februari – Olivia Rodrigo, amerikansk skådespelare och sångare.

#### Mars
- 1 mars – Maren Kirkeeide, norsk skidskytt.

### Andra kvartalet

#### April
- 4 april – Harvey Elliott, engelsk fotbollsspelare.

#### Maj
- 12 maj – Madeleine McCann, brittisk flicka som försvann under en semester med familjen.

#### Juni
- 3 juni – Louis Partridge, brittisk skådespelare.
- 25 juni – Joey Alexander, indonesisk jazzpianist.

### Tredje kvartalet

#### Juli
- 26 juli – Can Öncü, turkisk roadracingförare.

#### Augusti
- 28 augusti – Isak Frey, norsk skidskytt.

#### September
- 18 september – Aidan Gallagher, amerikansk skådespelare.
- 24 september – Joe Locke, brittisk skådespelare.

### Fjärde kvartalet

#### Oktober
- 29 oktober – Malthe Jakobsen, dansk racerförare.

#### November
- 8 november – Louise Windsor, medlem i den brittiska kungafamiljen.

#### December
- 1 december – Robert Irwin, australisk fotograf och naturvårdare.
- 7 december – Catharina-Amalia av Nederländerna
- 20 december – Leopold Querfeld, österrikisk fotbollsspelare.

## Avlidna

### Första kvartalet

#### Januari
- 1 januari
  - Royce D. Applegate, 63, amerikansk skådespelare.
  - Joe Foss, 87, amerikanskt flygaräss och republikansk politiker.
- 5 januari
  - Kisa Magnusson, 53, svensk sångerska.
  - Ingemar Pallin, 79, svensk sångare, skådespelare och radioman.
- 10 januari – C. Douglas Dillon, 93, amerikansk politiker och diplomat, USA:s finansminister 1961–1965.
- 11 januari – Maurice Gibb, 53, medlem av gruppen Bee Gees.
- 13 januari – Rolf 'Rulle' Lövgren, 82, svensk revyartist.
- 15 januari – Vivi-Anne Hultén, 91, svensk konståkare.
- 17 januari – Richard Crenna, 76, amerikansk skådespelare.
- 19 januari
  - Erik Müller, 87, svensk författare, manusförfattare och filmkritiker.
  - Arne Palmqvist, 81, svensk biskop i Härnösand och Västerås stift 1967–1988.
  - Ensio Siilasvuo, 81, finländsk general.
  - Ingmar Ström, 90, svensk biskop i Stockholms stift 1971-1979.
- 21 januari – Khin Hnin Yu, 77, burmesisk författare.
- 26 januari
  - Valerij Brumel, 60, rysk höjdhoppare.
  - Gustaf von Platen, 85, svensk journalist och författare.
- 29 januari
  - Natalia Dudinskaja, 90, rysk ballerina och balettlärare.
  - Frank Moss, 91, amerikansk demokratisk politiker, senator 1959–1977.

#### Februari
- 1 februari
  - Michael P. Anderson, 43, amerikansk astronaut (död när rymdfärjan Columbia exploderar över Texas).
  - David Brown, 46, amerikansk astronaut (död när rymdfärjan Columbia exploderar över Texas).
  - Kalpana Chawla, 41, indisk-amerikansk astronaut (död när rymdfärjan Columbia exploderar över Texas).
  - Laurel Clark, 41, amerikansk astronaut (död när rymdfärjan Columbia exploderar över Texas).
  - Rick Husband, 45, amerikansk astronaut (död när rymdfärjan Columbia exploderar över Texas).
  - William McCool, 41, amerikansk astronaut (död när rymdfärjan Columbia exploderar över Texas).
  - Ilan Ramon, 48, israelisk astronaut (död när rymdfärjan Columbia exploderar över Texas).
  - Bodil Kjer, 85, dansk skådespelare.
  - Gert Landin, 76, svensk radio- och TV-journalist och programpresentatör.
  - Richard Edmund Lyng, 84, amerikansk republikansk politiker, USA:s jordbruksminister 1986–1989.
- 3 februari – Lana Clarkson, 40, amerikansk skådespelare.
- 4 februari – Mille Schmidt, 80, svensk skådespelare, revyartist och regissör.
- 5 februari – Torsten Sjöholm, 81, svensk skådespelare.
- 7 februari – Gunnar Arvidson, 78, svensk journalist och TV-profil.
- 10 februari – Lars-Eric Kjellgren, 84, svensk regissör och manusförfattare.
- 13 februari – Tore Wretman, 86, svensk mästerkock.
- 14 februari – Fåret Dolly, 6, det första klonade djuret.
- 22 februari – Arne Thorén, 75, svensk journalist, ambassadör och partiledare.

#### Mars
- 2 mars – Hank Ballard, 75, amerikansk sångare.
- 3 mars – Kenneth "Kenta" Gustafsson, 54, svensk sångare och missbrukare som blev känd genom filmen Dom kallar oss mods.
- 8 mars – Adam Faith, 62, brittisk popsångare.
- 12 mars
  - Zoran Đinđić, 50, serbisk politiker, oppositionsledare och filosof, premiärminister 2001–2003 (mördad).
  - Lynne Thigpen, 54, amerikansk skådespelare.
- 13 mars – Johan Sandström, 62, svensk TV-producent.
- 16 mars – Lars Passgård, 62, svensk skådespelare.
- 31 mars – Tommy Seebach, 53, dansk musiker.

### Andra kvartalet

#### April
- 1 april – Sven Holmberg, 85, svensk skådespelare och sångare.
- 4 april – Bertil Bertilson, 63, svensk musiker, kompositör, sångare och en av medlemmarna i Rockfolket.
- 10 april – Little Eva, 59, amerikansk sångerska.
- 11 april – Niels Dybeck, 66, svensk skådespelare.
- 21 april – Nina Simone, 70, amerikansk blues- och soulsångerska.
- 22 april – Maria Wine, 90, författare.
- 27 april – Dorothee Sölle, 73, tysk teolog och skribent.

#### Maj
- 3 maj
  - Suzy Parker, 70, amerikansk fotomodell och skådespelare.
  - Ole Breitenstein, 68, svensk filmvetare.
- 5 maj – Walter Sisulu, 90, sydafrikansk ANC-ledare.
- 9 maj – Russell B. Long, 84, amerikansk politiker, senator 1948–1987.
- 11 maj – Noel Redding, 57, brittisk basist och gitarrist.
- 14 maj
  - Dame Wendy Hiller, 90, brittisk skådespelare.
  - Robert Stack, 84, amerikansk skådespelare.
- 15 maj – Rune Waldekranz, 91, svensk filmproducent, manusförfattare, författare och filmforskare.
- 23 maj – Kerstin Berger, 87 svensk skådespelare.
- 31 maj – Rene Theodore, haitisk politiker, ordförande för Haitis kommunistiska parti.

#### Juni
- 10 juni – Donald Regan, 84, amerikansk republikansk politiker, USA:s finansminister 1981–1985.
- 12 juni – Gregory Peck, 87, amerikansk skådespelare.
- 15 juni
  - Hume Cronyn, 91, amerikansk skådespelare och manusförfattare.
  - Philip Stone, 79, brittisk skådespelare.
- 16 juni – Georg Henrik von Wright, 87, finlandssvensk filosof.
- 17 juni
  - Jan Danielson, 65, svensk naturjournalist, ekosof.
  - Paul Harland, 43, nederländsk science fiction-författare.
- 26 juni
  - Sir Denis Thatcher, 88, Margaret Thatchers make.
  - Strom Thurmond, 100, amerikansk senator (South Carolina).
  - Marc-Vivien Foé, 28, kamerunsk landslagsman och VM-spelare i fotboll. Avled under match, landskamp mot Colombia.
- 27 juni
  - Carl Bernadotte, 92, svensk prins 1911-1937.
  - David Newman, 66, amerikansk manusförfattare.
- 29 juni – Katharine Hepburn, 96, amerikansk skådespelare.

### Tredje kvartalet

#### Juli
- 4 juli – Barry White, 58, amerikansk soulsångare.
- 7 juli
  - Arne Andersson, 82, svensk skådespelare och operasångare.
  - Roland Levin, 91, svensk schlagertextförfattare och tandläkare.
- 8 juli – Laden Bijani och Laleh Bijani, sammanvuxna iranska tvillingar.
- 12 juli – Allan Schulman, 83, journalist, tv-producent.
- 16 juli – Celia Cruz, 77, amerikansk sångerska.
- 17 juli – David Kelly, 59, brittisk vetenskapsman och vapenexpert.
- 19 juli – Rune Hassner, 74, svensk fotograf och filmare.
- 22 juli
  - Marie Ahrle, 58, svensk skådespelare.
  - Uday och Qusay Hussein, söner till den irakiske diktatorn Saddam Hussein (dödade av amerikanska styrkor).
- 27 juli
  - Vance Hartke, 84, amerikansk demokratisk politiker, senator 1959–1977.
  - Bob Hope, 100, engelsk-amerikansk entertainer och skådespelare.
- 30 juli – Sam Phillips, 80, amerikansk skivproducent, grundare av Sun Records.
- 31 juli – Roland Svensson, 93, svensk konstnär och författare.

#### Augusti
- 1 augusti – Marie Trintignant, 41, fransk skådespelare.
- 4 augusti – Ray Adams, 72, norsk sångare.
- 9 augusti – Gregory Hines, 57, amerikansk skådespelare, sångare, koreograf och dansare.
- 11 augusti – Herb Brooks, 66, amerikansk ishockeytränare.
- 14 augusti – Helmut Rahn, 73, tysk fotbollsspelare, anfallare.
- 16 augusti – Idi Amin, ugandisk militär och politiker.
- 19 augusti – Sérgio Vieira de Mello, 55, brasilianskt FN-sändebud.
- 20 augusti – Ian MacDonald, 54, brittisk författare och musikkritiker.
- 27 augusti
  - Arne Gadd, 82, svensk konstnär och författare.
  - Magomedsalich Gusajev, dagestansk informationsminister.
  - William J. Scherle, 80, amerikansk republikansk politiker, kongressledamot 1967–1975.
- 30 augusti
  - Donald Davidson, 86, amerikansk filosof.
  - Charles Bronson, 81, amerikansk skådespelare.

#### September
- 2 september – Stig Wallgren, 79, svensk reklamman, konstnär, kompositör, sångtextförfattare, artist och författare.
- 7 september – Bengt Grive, 82, svensk journalist och tv-sportkommentator.
- 8 september – Leni Riefenstahl, 101, tysk filmregissör och fotograf.
- 9 september
  - Brita af Geijerstam, 101, svensk författare, danspedagog, och översättare.
  - Edward Teller, 95, ungersk-amerikansk kärnfysiker, vätebombens fader.
- 10 september – Lennart Ottordahl, 54, svensk fotbollsspelare och -tränare.
- 11 september
  - Anna Lindh, 46, svensk politiker, Sveriges utrikesminister 1998–2003, mördad.
  - John Ritter, 54, amerikansk skådespelare.
- 12 september
  - Johnny Cash, 71, amerikansk gitarrist, countrysångare och låtskrivare.
  - Ann Mari Ström, 89, svensk skådespelare och teaterpedagog.
- 26 september
  - Akila al-Hashemi, medlem av det irakiska styrande rådet.
  - Robert Palmer, 54, brittisk rocksångare.
- 27 september – Donald O'Connor, 78, amerikansk skådespelare.
- 28 september
  - Olle Anderberg, 84, svensk brottare.
  - Nawabzada Nasrullah Khan, pakistansk oppositionspolitiker.
- 29 september – Elia Kazan, 94, amerikansk filmregissör.

### Fjärde kvartalet

#### Oktober
- 2 oktober – Otto Günsche, 86, tysk SS-officer.
- 3 oktober – Gustav Sjöberg, 90, svensk fotbollsspelare, målvakt.
- 4 oktober – Sid McMath, 91, amerikansk demokratisk politiker, jurist och general, guvernör i Arkansas 1949–1953.
- 5 oktober – Dan Snyder, 25, kanadensisk ishockeyspelare.
- 7 oktober – Peter Gullin, 44, svensk saxofonist.
- 9 oktober – Ruth Hall, 92, amerikansk skådespelare.
- 10 oktober – Gösta "Pollenkungen" Carlsson, 84, skånsk företagare och eldsjäl bakom Rögle BK.
- 18 oktober
  - Sigurd Persson, 88, svensk professor, designer, ädelsmed och skulptör.
  - Preston Smith, 91, amerikansk demokratisk politiker.
- 19 oktober – Alija Izetbegović, 78, bosnisk president.
- 21 oktober – Elliott Smith, 34, amerikansk sångare och låtskrivare.
- 22 oktober – Tony Renna, 26, amerikansk IndyCar-förare, avled efter en krasch på Indianapolis Motor Speedway, USA.
- 24 oktober
  - Malte Johnson, 93, svensk orkesterledare.
  - Song Meiling, 106, känd som madame Chiang Kai-shek, kinesisk presidentfru.
- 25 oktober
  - Veikko Hakulinen, 78, finländsk skidåkare, OS-guldmedaljör 1952 och 1956.
  - Bengt "Bengan" Wittström, 74, svensk jazzmusiker och radioman.
- 30 oktober – Börje Leander, 85, svensk fotbollsspelare.
- 31 oktober – Richard Neustadt, 84, amerikansk historiker och statsvetare.

#### November
- 1 november – Anton Maiden, 23, svensk musiker, känd för sina tolkningar av Iron Maiden.
- 3 november – Elliott Smith, 34, amerikansk musiker.
- 8 november
  - Bob Grant, 71, brittisk skådespelare.
  - Hava Rexha, albansk kvinna som sägs ha blivit 123 år gammal.
- 12 november – Jonathan Brandis, 27, amerikansk skådespelare.
- 14 november – Gene Anthony Ray, 41, amerikansk skådespelare.
- 17 november
  - Don Gibson, 75, amerikansk countrymusiker och låtskrivare.
  - Peter Lindroos, 59, finländsk operasångare och professor i sång.
- 22 november - Mario Beccaria, 83, italiensk politiker.
- 26 november
  - Sadeq Khalkhali, 77, iransk ayatolla och bödel.
  - Ville Wallén, trumslagare i The Boppers.
- 29 november – Norman Burton, 79, amerikansk skådespelare.
- 30 november – Verner Edberg, 75, svensk skådespelare.

#### December
- 3 december – Gunnel Beckman, 93, svensk författare.
- 12 december
  - Heydar Aliyev, 80, Azerbajdzjans mångårige ledare.
  - Späckhuggaren Keiko, som var stjärna i de amerikanska filmerna om späckhuggaren Willy.
- 16 december – Ellika Mann, 79, svensk skådespelare.
- 19 december – Hope Lange, 70, amerikansk skådespelare.
- 22 december
  - Rose Hill, 89, brittisk skådespelare.
  - Carl Henrik Nordlander, 94, svensk jurist och ämbetsman, statsråd 1959–1960, riksbankschef 1976–1982.
- 23 december – Kriangsak Chamanan, 86, thailändsk före detta premiärminister.
- 27 december
  - Alan Bates, 69, brittisk skådespelare.
  - Gösta Robsahm, 92, svensk konstnär och konservator.
- 28 december – Torbjörn Jahn, 82, svensk musiker och skådespelare.
- 30 december – Olle Kåks, 62, svensk konstnär.

## Nobelpris
- Fysik
  - Alexej A. Abrikosov, USA / Ryssland
  - Vitalij L. Ginzburg, Ryssland
  - Anthony J. Leggett, Storbritannien / USA
- Kemi
  - Peter Agre, USA
  - Roderick MacKinnon, USA
- Medicin
  - Paul C. Lauterbur, USA
  - Sir Peter Mansfield, Storbritannien
- Litteratur – J.M. Coetzee, Sydafrika
- Fred – Shirin Ebadi, Iran
- Ekonomi
  - Robert F. Engle, USA
  - Clive Granger, Storbritannien

## Statistik

### Danmark

#### Befolkning
- Befolkning: 5 384 000
- Födda: 64 682
- Döda: 57 574
- Inflyttning: 49 754
- Utflyttning: 43 466
- Vigslar: 35 041
- Skilsmässor: 15 763

### Sverige
- BNP: 2 438 447 miljoner kronor
- BNI: 2 438 066 miljoner kronor
- BNP/invånare: 272 200 kronor
- BNI/invånare: 272 100 kronor
- Arbetslösa: 216 800 personer

#### Företag
| Företag  | Anställda | Omsättning (MSEK) | Resultat (MSEK) | Resultat/Aktie (SEK) | Utdelning/Aktie (SEK) |
| Ericsson | 51 583    | 182 372           | -10 844         | -0,69                | 0                     |
| AB Volvo | 75 700    | 174 768           | 6 534           | 0,70                 | 8,00                  |
| Skanska  | 70 000    | 132 879           | 4 072           | 6,60                 | 3,00                  |
| NCC      | 24 076    | 45 252            | -421            | -4,10                | 2,75                  |

#### Befolkning
Uppgifterna gäller 30 september.
| Område               | Befolkning | Förändring |
| Totalt               | 8 970 956  | 30 168     |
| Stockholms län       | 1 859 120  | 8 653      |
| Uppsala län          | 300 242    | 1 587      |
| Södermanlands län    | 260 137    | 1 131      |
| Östergötlands län    | 414 738    | 1 300      |
| Jönköpings län       | 328 840    | 869        |
| Kronobergs län       | 177 394    | 416        |
| Kalmar län           | 234 860    | 233        |
| Gotlands län         | 57 611     | 230        |
| Blekinge län         | 150 024    | 149        |
| Skåne län            | 1 150 994  | 5 904      |
| Hallands län         | 280 867    | 2 316      |
| Västra Götalands län | 1 514 107  | 5 877      |
| Värmlands län        | 273 793    | 374        |
| Örebro län           | 273 942    | 530        |
| Västmanlands län     | 259 877    | 965        |
| Dalarnas län         | 276 649    | 13         |
| Gävleborgs län       | 276 897    | -115       |
| Västernorrlands län  | 244 352    | 33         |
| Jämtlands län        | 127 658    | -289       |
| Västerbottens län    | 255 734    | 504        |
| Norrbottens län      | 253 120    | -512       |

Övrig befolkningsstatistik:
- Födda: 76 373
- Döda: 69 330
- Inflyttning: 49 506
- Utflyttning: 26 271

- Asylsökande: 31 355
  - Serbien och Montenegro: 5 305
  - Somalia: 3 069
  - Irak: 2 700
  - Bosnien och Hercegovina: 1 397
  - Ryssland: 1 360

#### Bostäder
- Nybyggda bostadslägenheter: 22 510
  - Småhus: 9 400
  - Flerbostadshus: 13 100

### Fotnoter
1. ↑  Ben Cahoon. ”World Statesmen”. World Statesmen. Arkiverad från originalet den 4 januari 2013. https://web.archive.org/web/20130104141237/http://www.worldstatesmen.org/Yugoslavia.html. Läst 5 juli 2011.
2. 1 2 3  Grimmett, Richard F. (5 oktober 2004). ”Instances of Use of United States Armed Forces Abroad, 1798 – 2004”. Naval History and Heritage Command. https://www.history.navy.mil/research/library/online-reading-room/title-list-alphabetically/i/use-of-armed-forces-abroad-1798-2004.html.
3. ↑  ben cahoon. ”World Statesmen”. World Statesmen.org. http://www.worldstatesmen.org/Canada_Provinces_A-O.html#Yukon. Läst 3 april 2011.
4. 1 2 3 4 5  Faktakalendern 2006, Semic, 2005
5. ↑  ”Svenska Spårvägssällskapet”. http://www.sparvagssallskapet.se/atlas/system.php?id=41=95. Läst 3 april 2011.
6. ↑  Carlsson, Birgitta; Qarlsson, Annika: "Motion 2003/04:Sk426 Avdrag för hushållsnära tjänster samt för reparation, om- och tillbyggnad", 2003.
7. ↑  ”Latinamerika”. 5 april 2010. Arkiverad från originalet den 10 oktober 2011. https://web.archive.org/web/20111010222457/http://www.latinamerika.nu/hembitraden-kraver-semester. Läst 19 mars 2011.